# 童傅
童傅（1936年3月—2013年8月25日），男，江苏宜兴人，中华人民共和国天文学家、政治人物，中国科学院紫金山天文台研究员、前台长。曾任中国国民党革命委员会中央委员会副主席、江苏省政协副主席。

## 生平
1998年3月，第九届全国人大第一次会议上，他当选为全国人民代表大会常务委员会委员。